# Sonido

Transmisión de las ondas sonoras en un fluido. Se produce una onda de presión por compresión, que hace que el resto de las partículas se compriman entre ellas.

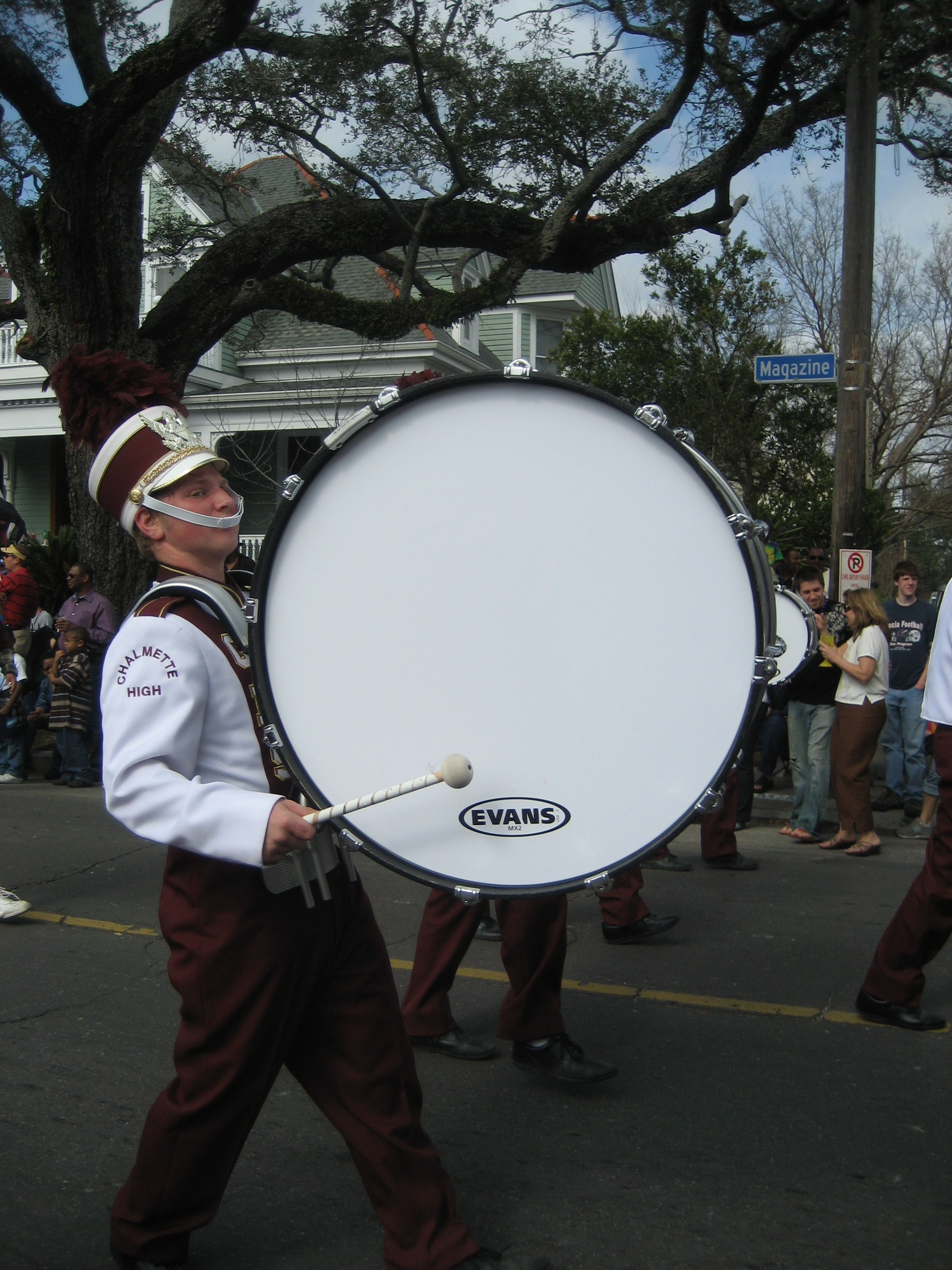
Un bombo produce un sonido debido a la vibración de una membrana tensa sobre una caja de resonancia.

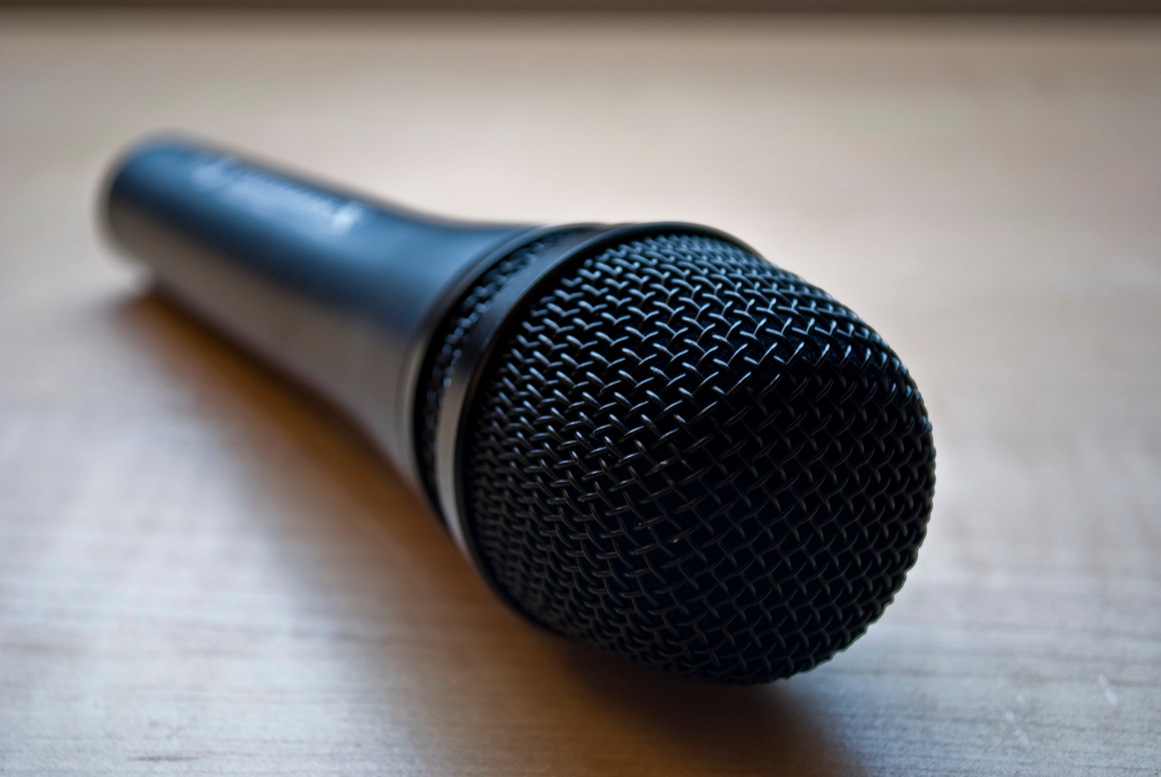
Un micrófono Sennheiser.

En física, el sonido es cualquier fenómeno que involucre la propagación de ondas mecánicas a través de un medio fluido o sólido con una frecuencia dentro del rango audible (para los humanos entre 20 y 20 000 hercios). Por encima de ese rango frecuencial se encuentran los ultrasonidos, y por debajo los infrasonidos.

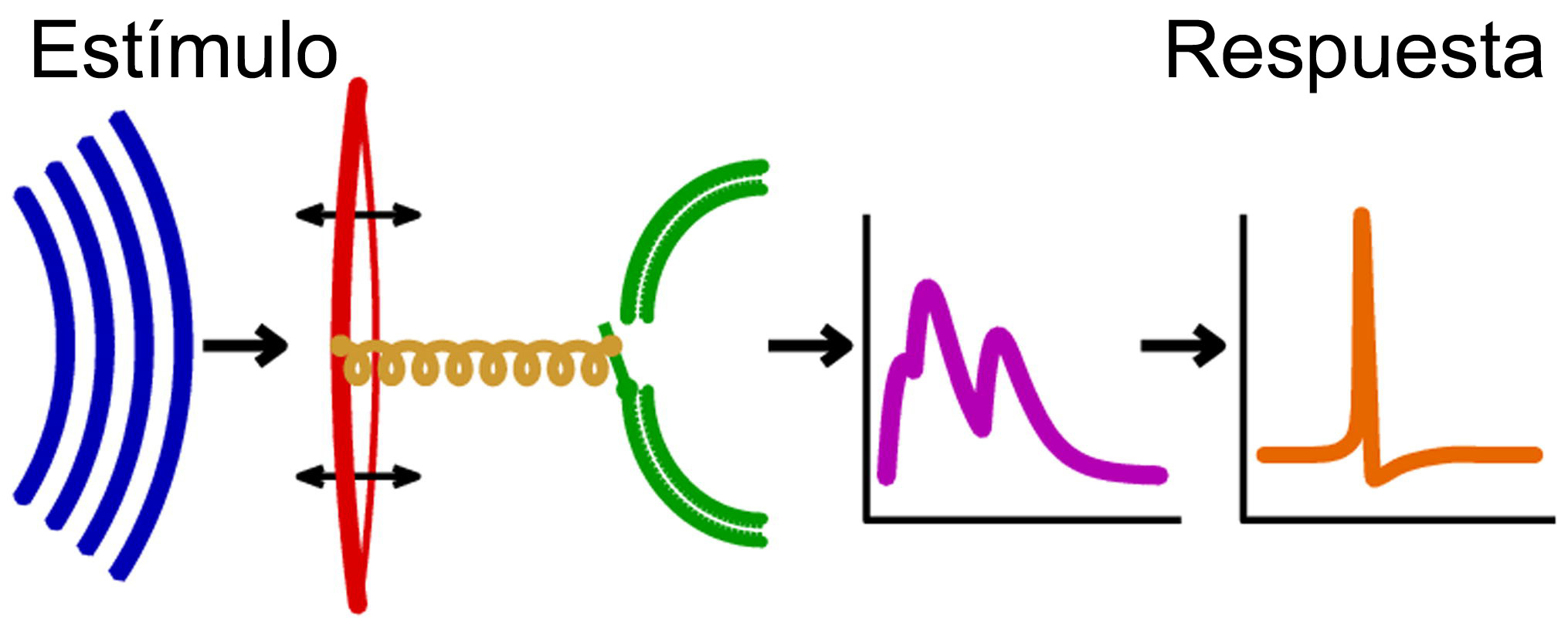
Representación esquemática del proceso de captación de sonidos por el oído.
Azul: ondas sonoras. Rojo: tímpano. Amarillo: cóclea. Verde: células de receptores auditivos. Púrpura: espectro de frecuencia de respuesta del oído. Naranja: impulso del nervio auditivo.

El sonido consiste en ondas acústicas que se producen cuando las oscilaciones de la presión del aire son convertidas en ondas mecánicas en el oído humano y percibidas por el cerebro. La propagación del sonido es similar en los fluidos, donde el sonido toma la forma de fluctuaciones de presión. En los cuerpos sólidos la propagación del sonido involucra variaciones del estado tensional del medio.
La propagación del sonido involucra transporte de energía sin transporte de materia, en forma de ondas mecánicas que se propagan a través de un medio elástico sólido, líquido o gaseoso. Entre los más comunes se encuentran el aire y el agua.
Al contrario que las ondas electromagnéticas, las ondas sonoras no se propagan en el vacío. Si las vibraciones se producen en la misma dirección en la que se propaga el sonido, se trata de una onda longitudinal y si las vibraciones son perpendiculares a la dirección de propagación es una onda transversal.
La fonética acústica concentra su interés especialmente en los sonidos del habla: cómo se generan, cómo se perciben, y cómo se pueden describir gráfica o cuantitativamente.

## Física del sonido

Compresión en ondas esféricas. Los cambios de color indican cambio de presión o densidad.

La física del sonido es estudiada por la acústica, que trata tanto de la propagación de las ondas sonoras en los diferentes tipos de medios continuos como la interacción de estas ondas sonoras con los cuerpos físicos.

Onda sinusoidal; Variación con la frecuencia.
Las frecuencias son más altas cuanto más abajo en la gráfica.
El eje horizontal representa el tiempo.

### Propagación del sonido
Ciertas características de los fluidos y de los sólidos influyen en la onda de sonido. Por eso el sonido se propaga en los sólidos y en los líquidos con mayor rapidez que en los gases. En general cuanto mayor sea la compresibilidad (1/K) del medio tanto menor es la velocidad del sonido. También la densidad es un factor importante en la velocidad de propagación, en general cuanto menor sea la densidad (ρ), a igualdad de todo lo demás, menor es la velocidad de la propagación del sonido. La velocidad del sonido (v) se relaciona con esas magnitudes mediante la fórmula:

{\displaystyle v={\sqrt {\frac {K}{\rho }}}}

En los gases, la temperatura influye tanto sobre la compresibilidad como sobre la densidad, de tal manera que un factor de suma importancia es la temperatura del medio de propagación.
La propagación del sonido está sujeta a algunos condicionantes. Así, la transmisión de sonido requiere la existencia de un medio material donde la vibración de las moléculas es percibida como una onda sonora. En la propagación en medios compresibles como el aire, la propagación implica que en algunas zonas las moléculas de aire, al vibrar se juntan (zonas de compresión) y en otras zonas se alejan (zonas de rarefacción), esta alteración de distancias entre las moléculas de aire es lo que produce el sonido. En fluidos altamente incompresibles como los líquidos las distancias se ven muy poco afectadas pero se manifiesta en forma de ondas de presión. La velocidad de propagación de las ondas sonoras en un medio depende de la distancia promedio entre las partículas de dicho medio, por tanto, es en general mayor en los sólidos que en los líquidos y en estos, a su vez, que en los gases. En el vacío no puede propagarse el sonido, nótese que por tanto las explosiones realmente no son audibles en el espacio exterior.
Las ondas sonoras se producen cuando un cuerpo vibra rápidamente. La frecuencia es el número de vibraciones u oscilaciones completas que efectúan por segundo. Los sonidos producidos son audibles por un ser humano promedio si la frecuencia de oscilación está comprendida entre 20 y 20 000 hercios. Por encima de esta última frecuencia se tiene un ultrasonido no audible por los seres humanos, aunque algunos animales pueden oír ultrasonidos inaudibles por los seres humanos. La intensidad de un sonido está relacionada con el cuadrado de la amplitud de presión de la onda sonora. Un sonido grave corresponde a onda sonora con frecuencia baja mientras que los sonidos agudos se corresponden con frecuencias más altas.

### Magnitudes físicas del sonido
Como todo movimiento ondulatorio, el sonido puede representarse mediante la transformada de Fourier como una suma de curvas sinusoides, tonos puros, con un factor de amplitud, que se pueden caracterizar por las mismas magnitudes y unidades de medida que a cualquier onda de frecuencia bien definida: Longitud de onda (λ), frecuencia (f) o inversa del período (T), amplitud (relacionada con el volumen y la potencia acústica) y fase. Esta descomposición simplifica el estudio de sonidos complejos ya que permite estudiar cada componente frecuencial independientemente y combinar los resultados aplicando el principio de superposición, que se cumple porque la alteración que provoca un tono no modifica significativamente las propiedades del medio.
La caracterización de un sonido arbitrariamente complejo implica analizar:
- Potencia acústica: El nivel de potencia acústica es la cantidad de energía radiada al medio en forma de ondas por unidad de tiempo por una fuente determinada. La unidad en que se mide es el vatio y su símbolo es W. La potencia acústica depende de la amplitud.
- Espectro de frecuencias: la distribución de dicha energía entre las diversas ondas componentes.

### Velocidad del sonido

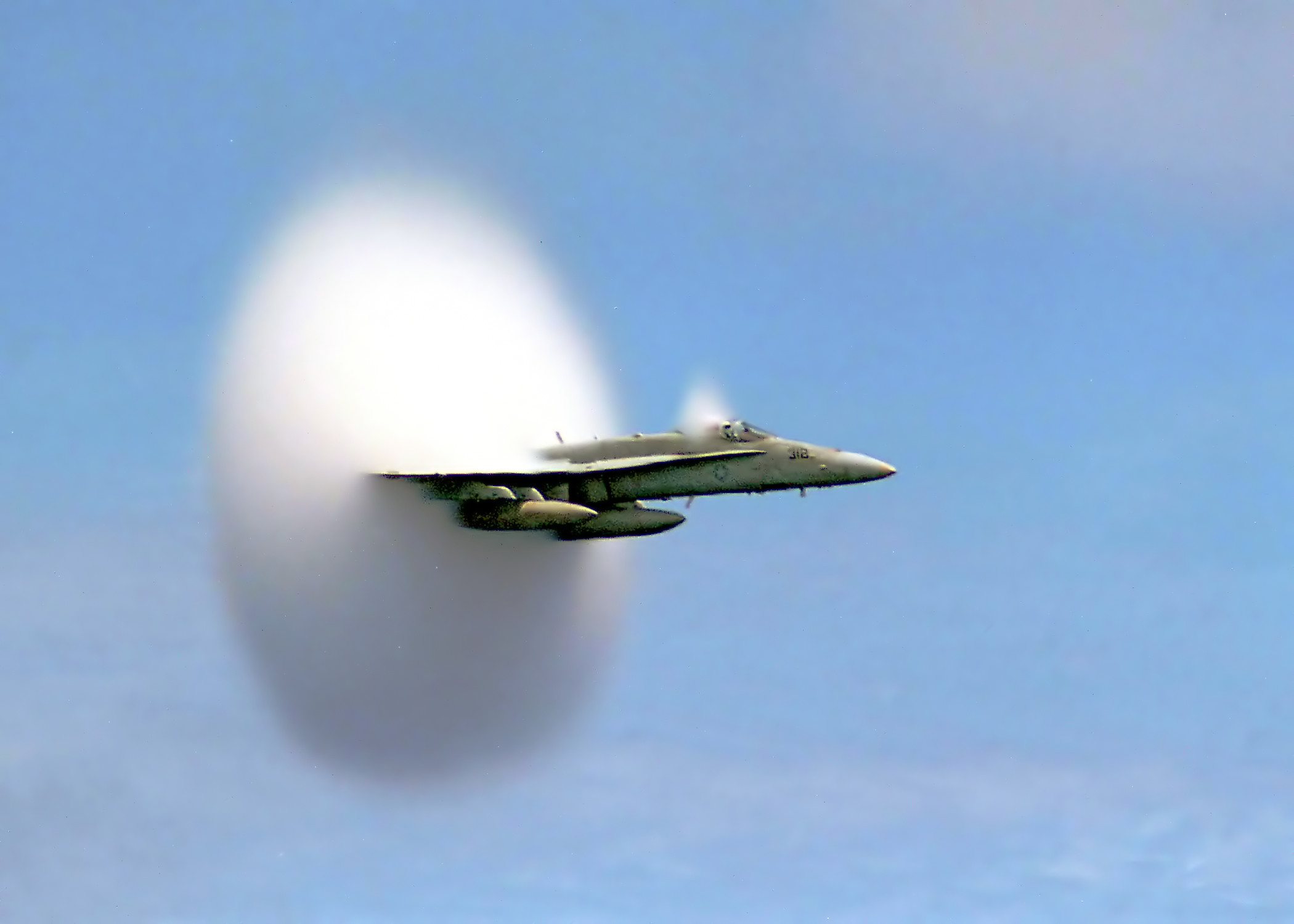
Un F / A-18 rompiendo la barrera del sonido. El halo blanco está formado por la condensación del vapor de agua del aire como resultado de la caída brutal en la presión del aire alrededor de la aeronave (ver Singularidad de Prandtl-Glauert).

- En el aire, el sonido tiene una velocidad de 331,5 m/s cuando: la temperatura es de 0 °C, la presión atmosférica es de 1 atm (nivel del mar) y se presenta una humedad relativa del aire de 0 % (aire seco). Aunque depende muy poco de la presión del aire.
- La velocidad del sonido depende del tipo de material por el que se propague. Cuando el sonido se desplaza en los sólidos tiene mayor velocidad que en los líquidos, y en los líquidos es más veloz que en los gases. Esto se debe a que las partículas en los sólidos están más cercanas.

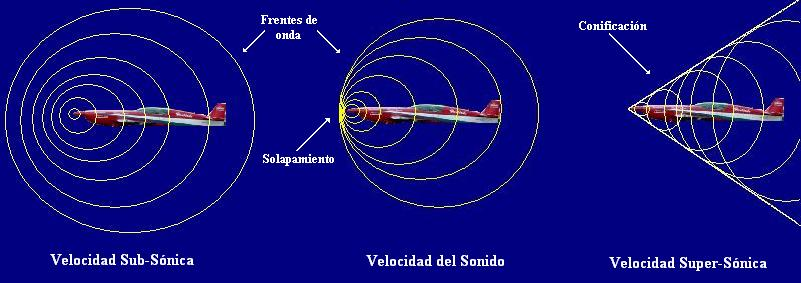
Comportamiento de las ondas de sonido a diferentes velocidades

La velocidad del sonido en el aire (Vs) se puede calcular en relación con la temperatura de la siguiente manera:

{\displaystyle V_{s}=V_{0}+\beta T\,}

Donde:
{\displaystyle V_{0}=331,3\ {\mbox{m/s}}\,}
{\displaystyle \beta =0,606\ {\mbox{m/(s}}^{\circ }{\mbox{C)}}}
{\displaystyle T\ [{}^{\circ }{\mbox{C}}]}, es la temperatura en grados Celsius.
Si la temperatura ambiente es de 15 °C, la velocidad de propagación del sonido es 340 m/s (1224 km/h ). Este valor corresponde a 1 MACH.
La velocidad del sonido en el agua (a 25 °C) es de 1593 m/s.
La velocidad en la madera es de 3700 m/s, en el hormigón es de 4000 m/s y en el acero es de 6100 m/s.

### Reverberación
La reverberación es la suma total de las reflexiones del sonido que llegan al lugar del receptor en
diferentes momentos del tiempo. Auditivamente se caracteriza por una prolongación, a modo de «cola sonora», que se añade al sonido original. La duración y la coloración tímbrica de esta cola dependen
de:
La distancia entre el oyente y la fuente sonora;
la naturaleza de las superficies que reflejan el sonido.
En situaciones naturales hablamos de sonido directo para referirnos al sonido que se transmite directamente desde la fuente sonora hasta nosotros (o hasta el mecanismo de captación que tengamos). Por otra parte, el sonido reflejado es el que percibimos después de que haya rebotado en las superficies que delimitan el recinto acústico, o en los objetos que se encuentren en su trayectoria.
Evidentemente, la trayectoria del sonido reflejado siempre será más larga que la del sonido directo, de manera que -temporalmente- escuchamos primero el sonido directo, y unos instantes más tarde escucharemos las primeras reflexiones; a medida que transcurre el tiempo las reflexiones que nos llegan son cada vez de menor intensidad, hasta que desaparecen. Nuestra sensación, no obstante, no es la de escuchar sonidos separados, ya que el cerebro los integra en un único precepto, siempre que las reflexiones lleguen con una separación menor de unos 50 milisegundos. Esto es lo que se denomina efecto Haas o efecto de precedencia.

### Resonancia
Es el fenómeno que se produce cuando dos cuerpos tienen la misma frecuencia de vibración, uno de los cuales empieza a vibrar al recibir las ondas sonoras emitidas por el otro.
Para entender el fenómeno de la resonancia existe un ejemplo muy sencillo. Supóngase que se tiene un tubo con agua y muy cerca de él (sin entrar en contacto) tenemos un diapasón, si golpeamos el diapasón con un metal, mientras echan agua en el tubo, cuando el agua alcance determinada altura el sonido será más fuerte; esto se debe a que la columna de agua contenida en el tubo se pone a vibrar con la misma frecuencia que la que tiene el diapasón, lo que evidencia por qué las frecuencias se refuerzan y en consecuencia aumenta la intensidad del sonido.
Un ejemplo es el efecto de afinar las cuerdas de la guitarra, puesto que al afinar, lo que se hace es igualar las frecuencias, es decir poner en resonancia el sonido de las cuerdas.

## Fisiología del sonido

### Aparato auditivo
Los sonidos son percibidos a través del aparato auditivo que recibe las ondas sonoras, que son convertidas en movimientos de los osteocillos óticos y percibidas en el oído interno que a su vez las transmite mediante el sistema nervioso al cerebro. Esta habilidad se tiene incluso antes de nacer.

### Voz humana

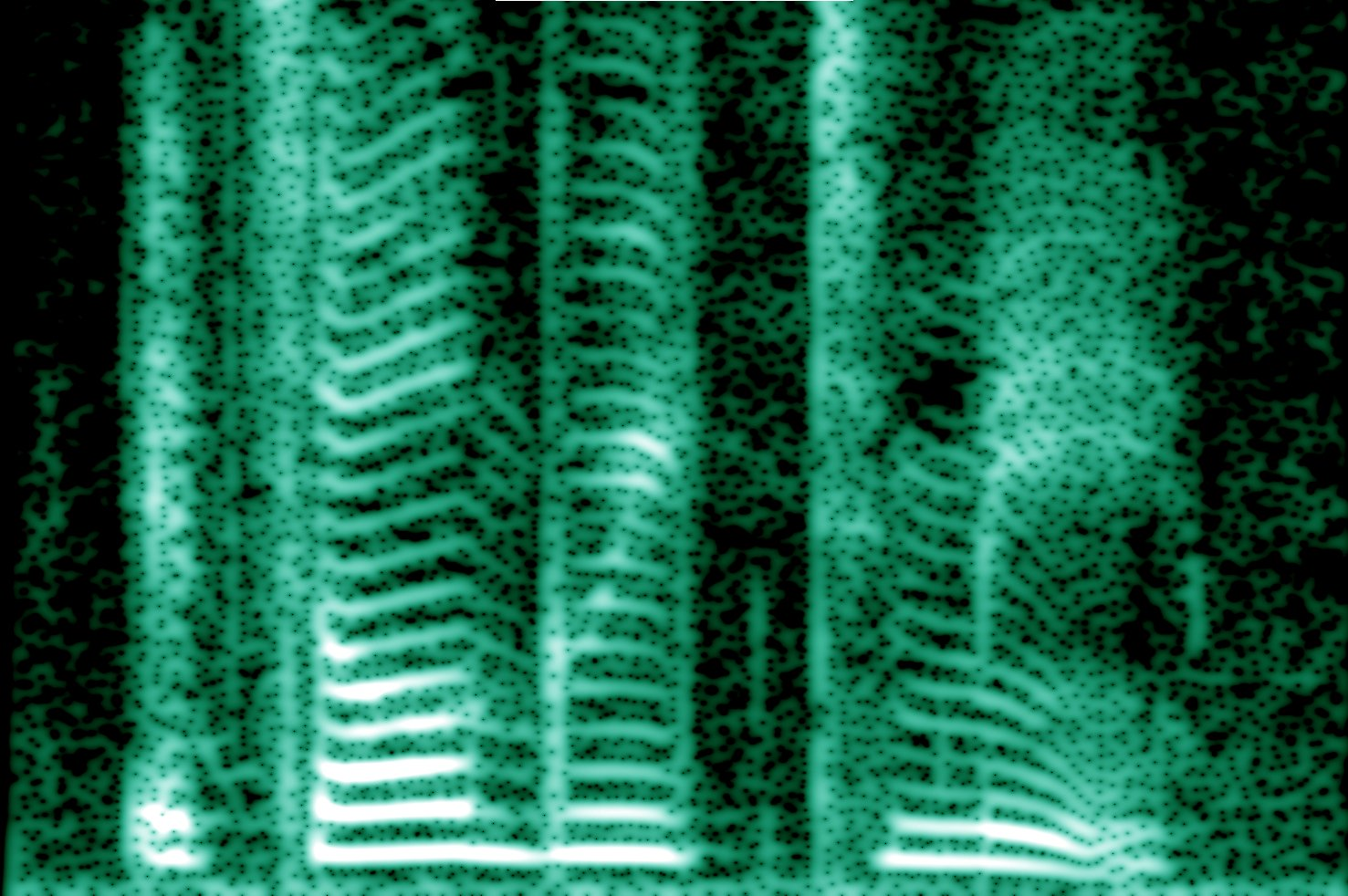
La espectrografía de la voz humana revela su rico contenido armónico.

La voz humana se produce por la vibración de las cuerdas vocales, lo cual genera una onda sonora que es combinación de varias frecuencias y sus correspondientes armónicos. La cavidad buco-nasal sirve para crear ondas cuasiestacionarias por lo que aparecen ciertas frecuencias denominadas formantes. Cada segmento de sonido del habla viene caracterizado por un cierto espectro de frecuencias o distribución de la energía sonora en las diferentes frecuencias. El oído humano es capaz de identificar diferentes formantes de dicho sonido y percibir cada sonido con formantes diferentes como cualitativamente diferentes, eso es lo que permite por ejemplo distinguir dos vocales. Típicamente el primer formante, el de frecuencia más baja está relacionado con la abertura de la vocal que en última instancia está relacionada con la frecuencia de las ondas estacionarias que vibran verticalmente en la cavidad. El segundo formante está relacionado con la vibración en la dirección horizontal y está relacionado con si la vocal es anterior, central o posterior.
La voz masculina tiene un tono fundamental de entre 100 y 200 hercios, mientras que la voz femenina es más aguda, típicamente está entre 150 y 300 hercios. Las voces infantiles son aún más agudas. Sin el filtrado por resonancia que produce la cavidad buco nasal nuestras emisiones sonoras no tendrían la claridad necesaria para ser audibles. Ese proceso de filtrado es precisamente lo que permite generar los diversos formantes de cada unidad segmental del habla.

### Sonidos del habla
Las lenguas humanas usan segmentos homogéneos reconocibles de unas decenas de milisegundos de duración, que componen los sonidos del habla, técnicamente llamados fonos. Lingüísticamente no todas las diferencias acústicas son relevantes, por ejemplo las mujeres y los niños tienen en general tonos más agudos, por lo que todos los sonidos que producen tienen en promedio una frecuencia fundamental y unos armónicos más altos e intensos.
Los hablantes competentes de una lengua aprenden a «clasificar» diferentes sonidos cualitativamente similares en clases de equivalencia de rasgos relevantes. Esas clases de equivalencia reconocidas por los hablantes son los constructos mentales que llamamos fonemas. La mayoría de lenguas naturales tiene unas pocas decenas de fonemas distintivos, a pesar de que las variaciones acústicas de los fonos y sonidos son enormes.

## El sonido en la música
El sonido, en combinación con el silencio, es la materia prima de la música. En la música los sonidos se califican en categorías como: largos y cortos, fuertes y débiles, agudos y graves, agradables y desagradables. El sonido ha estado siempre presente en la vida cotidiana del hombre. A lo largo de la historia el ser humano ha inventado una serie de reglas para ordenarlo hasta construir algún tipo de lenguaje musical.

### Propiedades
Las cuatro cualidades básicas del sonido son la altura, la duración, la intensidad y el timbre o color.
| Cualidad      | Característica                                             | Rango |
| ------------- | ---------------------------------------------------------- | --- |
| Altura o tono | Frecuencia de onda                                         | Agudo, medio o grave                                                                                                |
| Duración      | Tiempo de vibración                                        | Largo o corto |
| Intensidad    | Amplitud de onda                                           | Fuerte, débil o suave                                                                                               |
| Timbre        | Armónicos de onda o forma de la onda. Análogo a la textura | Depende de las características de la fuente emisora del sonido (por analogía: áspero, aterciopelado, metálico, etc) |

#### Altura
La altura, o altura tonal, indica si el sonido es grave, agudo o medio, y viene determinada por la frecuencia fundamental de las ondas sonoras, medida en ciclos por segundo o hercios (Hz).
- vibración lenta = baja frecuencia = sonido grave.
- vibración rápida = alta frecuencia = sonido agudo.

Para que los humanos podamos percatar un sonido, este debe estar comprendido entre el rango de audición de 20 y 20 000 Hz. Por debajo de este rango tenemos los infrasonidos y por encima los ultrasonidos. A esto se le denomina rango de frecuencia audible. Cuanta más edad se tiene, este rango va reduciéndose tanto en graves como en agudos.
En la música occidental se fueron estableciendo tonos determinados llamados notas, cuya secuencia de 12 (C, C#, D, D#, E, F, F#, G, G#, A, A#, B) se va repitiendo formando octavas, en cada una de estas se duplica la frecuencia. La diferencia entre distintas notas se denomina intervalo.

#### Duración
Es el tiempo durante el cual se mantiene un sonido. Podemos escuchar sonidos largos, cortos, muy cortos, etc.
Los únicos instrumentos acústicos que pueden mantener los sonidos el tiempo que quieran, son los de cuerda frotada, como el violín, y los de viento (utilizando la respiración circular o continua); pero por lo general, los instrumentos de viento dependen de la capacidad pulmonar, y los de cuerda según el cambio del arco producido por el ejecutante.
El sonido tarda entre 12 y 15 centésimas de segundo en llegar al cerebro. En el caso de que la duración sea menor, no da tiempo a que se pueda reconocer la altura, produciéndose una sensación de chasquido llamada clic.

#### Intensidad
Es la cantidad de energía acústica que contiene un sonido, es decir, lo fuerte o suave de un sonido. La intensidad viene determinada por la potencia, que a su vez está determinada por la amplitud y nos permite distinguir si el sonido es fuerte o débil.
La intensidad del sonido se divide en intensidad física e intensidad auditiva, la primera está determinada por la cantidad de energía que se propaga, en la unidad de tiempo, a través de la unidad de área perpendicular a la dirección en que se propaga la onda. Y la intensidad auditiva que se fundamenta en la ley psicofísica de Weber-Fechner, que establece una relación logarítmica entre la intensidad física del sonido que es captado, y la intensidad física mínima audible por el oído humano.
Los sonidos que percibimos deben superar el umbral auditivo (0 dB) y no llegar al umbral de dolor (130 dB). Esta cualidad la medimos con el sonómetro y los resultados se expresan en decibelios (dB) en honor al científico e inventor Alexander Graham Bell.
La intensidad también tiene que ver con la direccionalidad, ya que se relaciona directamente con la distancia.
En notación musical se suele indicar la intensidad con los términos tradicionales siguientes, procedentes del italiano:
1. fortissimo o muy fuerte
2. forte o fuerte
3. mezzoforte o moderadamente fuerte
4. mezzopiano o moderadamente suave
5. piano o suave
6. pianissimo o muy suave

#### Timbre
El timbre es la cualidad del sonido que permite la identificación de su fuente sonora.
Una misma nota suena distinta si la toca una flauta, un violín, una trompeta, etc. Cada instrumento tiene un timbre que lo identifica o lo diferencia de los demás. También influye en la variación del timbre la calidad del material que se utilice para emitir el sonido. Con la voz sucede lo mismo. El sonido emitido por un hombre, una mujer, un niño tienen distinto timbre. El timbre permite distinguir si la voz es áspera, dulce, ronca o aterciopelada. Así pues, el sonido será claro, sordo, agradable o molesto. El timbre es una característica del sonido que nos permite diferenciar dos sonidos que tengan el mismo tono, la misma duración y la misma intensidad sonora en función de la fuente sonora. El timbre es un componente de un sonido que viene dado por la cantidad e intensidad de los diferentes armónicos que lo componen, así como de la forma de la onda sonora, y en concreto de la envolvente de amplitud.

## Contaminación acústica

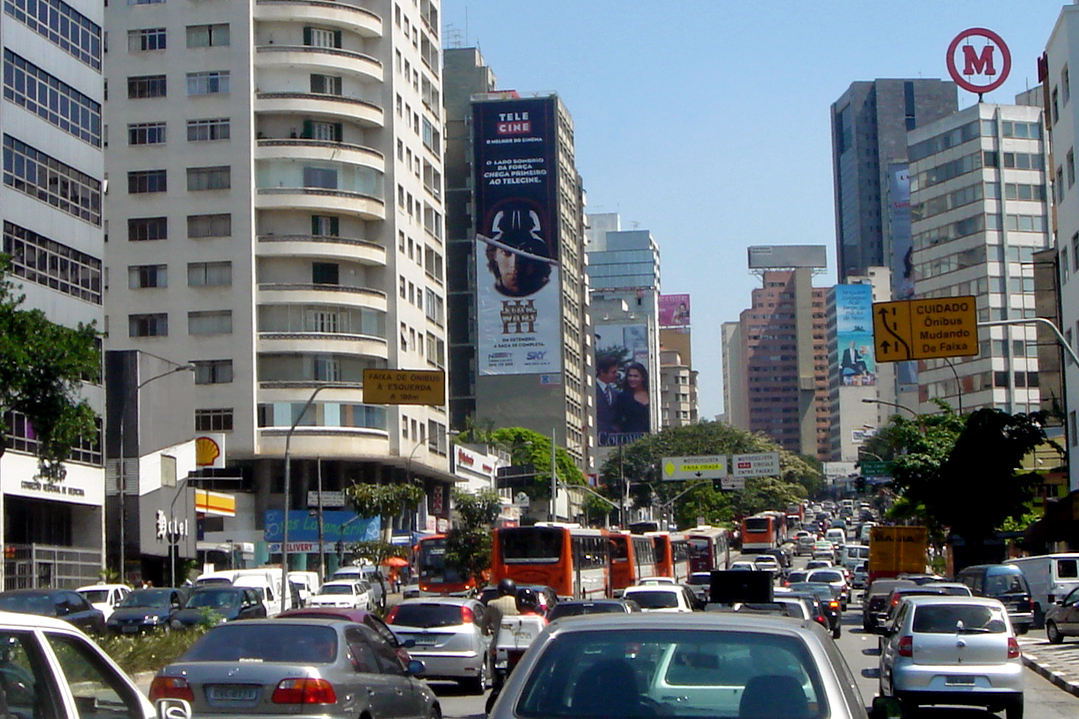
El tráfico es la principal fuente de contaminación acústica en las ciudades.

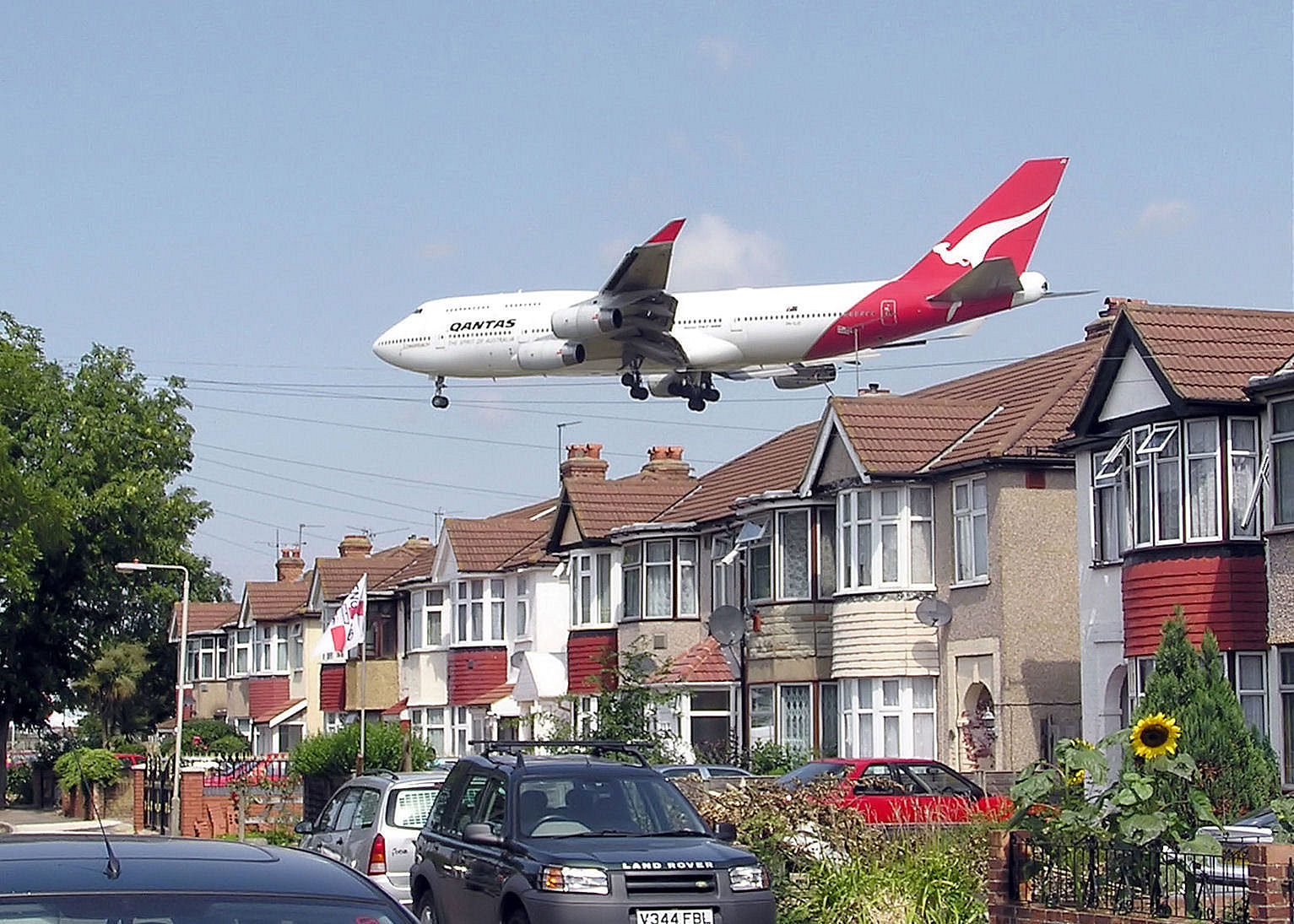
Un avión pasando muy cerca de viviendas en Londres.